# Foot-Ball Club Juventus 1919-1920
Questa voce raccoglie le informazioni riguardanti il Foot-Ball Club Juventus nelle competizioni ufficiali della stagione 1919-1920.

## Stagione
Terminato il primo conflitto mondiale, il calcio ripartì in Italia nel 1919 con il campionato di Prima Categoria. Al torneo, giocato su base regionale (come i raggruppamenti piemontese o lombardo, a loro volta divisi in sottogironi) o interregionale, si iscrissero 67 squadre. Tra di esse la Juventus, campione del Piemonte: dopo aver superato al secondo posto le eliminatorie settentrionali (gruppo A piemontese), e aver primeggiato nelle semifinali interregionali del Nord Italia (girone B), i bianconeri conclusero quel campionato al secondo posto nel girone finale nazionale (il cosiddetto torneo maggiore) – dietro all'Inter poi campione d'Italia nella finalissima contro il Livorno uscito vincitore dalle eliminatorie centro-meridionali – grazie anche al portiere Giuseppe Giacone e ai terzini Osvaldo Novo e Antonio Bruna, i primi calciatori della società torinese a giocare in Nazionale, nella sfida Italia-Svizzera (0-3) disputatasi a Roma il 28 marzo 1920.

## Divise
| Casa | Portiere |

## Rosa
| N. |                   | Ruolo | Calciatore           |
| -- | ----------------- | ----- | -------------------- |
|    | Italia (bandiera) | P     | Giuseppe Giacone     |
|    | Italia (bandiera) | D     | Antonio Bruna        |
|    | Italia (bandiera) | D     | Osvaldo Novo         |
|    | Italia (bandiera) | C     | Piero Dusio          |
|    | Italia (bandiera) | C     | Pio Marchi I         |
|    | Italia (bandiera) | C     | Guido Marchi II      |
|    | Italia (bandiera) | C     | Giovanni Masera      |
|    | Italia (bandiera) | C     | Pietro Omodei Zorini |
|    | Italia (bandiera) | C     | Bruno Sesia          |

| N. |                   | Ruolo | Calciatore          |
| -- | ----------------- | ----- | ------------------- |
|    | Italia (bandiera) | C     | Francesco Varalda I |
|    | Italia (bandiera) | A     | Valerio Bona        |
|    | Italia (bandiera) | A     | Pio Ferraris        |
|    | Italia (bandiera) | A     | Josef Ferrero       |
|    | Italia (bandiera) | A     | Giovanni Gallina    |
|    | Italia (bandiera) | A     | Giuseppe Giriodi    |
|    | Italia (bandiera) | A     | Angelo Mattea       |
|    | Italia (bandiera) | A     | Rinaldo Varalda II  |

## Risultati

### Prima Categoria

#### Girone eliminatorio
| Arbitro: | Actis (Torino) |

|                |           |  |
| Ferrero , Bona | Marcatori |  |

| Vercelli 19 ottobre 1919, ore 15:00 CET 2ª giornata | Pro Vercelli          | 0 – 0 referto | Juventus | Campo di piazzale Conte di Torino\| Arbitro: \| Rangone (Alessandria) \| |
| Arbitro:                                            | Rangone (Alessandria) |               |          |                                                                          |

| Arbitro: | Tacconis (Torino) |

|                             |           |  |
| Mattea R. Varalda Giriodi , | Marcatori |  |

| Arbitro: | Laugeri (Torino) |

|          |           |                         |
| Miglione | Marcatori | , Giriodi Mattea , Bona |

| Arbitro: | Barnabò (Milano) |

|              |           |              |
| E. Mosso 34’ | Marcatori | 54’ Ferraris |

| Arbitro: | Canestrini (Novara) |

|  |           |                                              |
|  | Marcatori | 21’, 70’ Ferraris 53’ Giriodi 55’ R. Varalda |

| Arbitro: | Rangone (Alessandria) |

|                 |           |                |
| Novo 45’ (rig.) | Marcatori | 15’ A. Rampini |

| Arbitro: | Jaretti Sodano (Torino) |

|  |           |                          |
|  | Marcatori | G. Marchi Mattea Gallina |

| Arbitro: | Brunetti (Torino) |

|                                        |           |            |
| Ferraris 65’ Giriodi 75’ G. Marchi 85’ | Marcatori | 69’ Basone |

| Arbitro: | Mauro (Milano) |

|              |           |                 |
| Ferraris 79’ | Marcatori | 7’ O. Boglietti |

#### Semifinali nazionali
| Arbitro: | Brunetti (Torino) |

|            |           |  |
| Mattea 90’ | Marcatori |  |

| Arbitro: | Cattaneo (Milano) |

|                |           |                                   |
| Silvestrini 1’ | Marcatori | 21’ Ferraris 22’ Bona 90’ Giriodi |

| Arbitro: | Terzolo (Genova) |

|                        |           |  |
| Ferraris 47’, 49’, 76’ | Marcatori |  |

| Arbitro: | Varetto (Torino) |

|  |           |                 |
|  | Marcatori | 30’ (aut.) Boni |

| Brescia 8 febbraio 1920, ore 15:00 CET 5ª giornata | Brescia           | 0 – 0 referto | Juventus | Campo di Via Cesare Lombroso\| Arbitro: \| Cattaneo (Milano) \| |
| Arbitro:                                           | Cattaneo (Milano) |               |          |                                                                 |

| Arbitro: | Rangone (Alessandria) |

|  |           |          |
|  | Marcatori | 55’ Bona |

| Arbitro: | Vagge (Genova) |

|                                                  |           |            |
| Bona 15’, 28’ (rig.) Ferraris 80’, 83’, 84’, 88’ | Marcatori | 41’ Busini |

| Arbitro: | A. Gama (Milano) |

|                          |           |          |
| F. Pizzi 55’ Dagradi 68’ | Marcatori | 50’ Bona |

| Arbitro: | Olivari (Genova) |

|                                     |           |  |
| P. Marchi 33’ Bona 38’ Ferraris 88’ | Marcatori |  |

| Torino 25 aprile 1920, ore 15:30 CET 10ª giornata | Juventus | 2 – 0 (tav.) referto | Brescia | Stadio di Corso Sebastopoli |

#### Finali nazionali
| Arbitro: | Varisco (Milano) |

|                                   |           |                         |
| Bona 29’ (rig.), 35’ Ferraris 71’ | Marcatori | 3’ Santamaria 59’ Sardi |

| Arbitro: | Brunetti (Torino) |

|          |           |  |
| Aebi 63’ | Marcatori |  |

## Statistiche

### Statistiche di squadra
| Competizione                         | Punti | In casa | In casa | In casa | In casa | In casa | In casa | In trasferta | In trasferta | In trasferta | In trasferta | In trasferta | In trasferta | Totale | Totale | Totale | Totale | Totale | Totale | DR  |
| Competizione                         | Punti | G       | V       | N       | P       | Gf      | Gs      | G            | V            | N            | P            | Gf           | Gs           | G      | V      | N      | P      | Gf     | Gs     | DR  |
| ------------------------------------ | ----- | ------- | ------- | ------- | ------- | ------- | ------- | ------------ | ------------ | ------------ | ------------ | ------------ | ------------ | ------ | ------ | ------ | ------ | ------ | ------ | --- |
| Eliminatorie piemontesi (gruppo A)   | 16    | 5       | 3       | 2       | 0       | 12      | 3       | 5            | 3            | 2            | 0            | 13           | 2            | 10     | 6      | 4      | 0      | 25     | 5      | +20 |
| Semifinali interregionali (gruppo B) | 17    | 5       | 5       | 0       | 0       | 15      | 1       | 5            | 3            | 1            | 1            | 6            | 3            | 10     | 8      | 1      | 1      | 21     | 4      | +17 |
| Finale Nord Italia                   | 2     | -       | -       | -       | -       | -       | -       | -            | -            | -            | -            | -            | -            | 2      | 1      | 0      | 1      | 3      | 3      | 0   |
| Totale                               |       | 10      | 8       | 2       | 0       | 27      | 4       | 10           | 6            | 3            | 1            | 19           | 5            | 22     | 15     | 5      | 2      | 49     | 12     | +37 |

### Statistiche dei giocatori
| Giocatore        | Campionato | Campionato |
| Giocatore        | Presenze   | Reti       |
| ---------------- | ---------- | ---------- |
| V. Bona          | 11         | 11         |
| A. Bruna         | 20         | 0          |
| P. Dusio         | 1          | 0          |
| P. Ferraris      | 18         | 15         |
| J. Ferrero       | 13         | 2          |
| G. Gallina       | 9          | 0          |
| G. Giacone       | 20         | 0          |
| G. Giriodi       | 17         | 8          |
| G. Marchi (II)   | 18         | 0          |
| P. Marchi (I)    | 9          | 1          |
| G. Masera        | 17         | 0          |
| A. Mattea        | 20         | 4          |
| O. Novo          | 20         | 0          |
| P. Omodei Zorini | 5          | 0          |
| B. Sesia         | 2          | 0          |
| F. Varalda (I)   | 7          | 0          |
| R. Varalda (II)  | 19         | 2          |